# Gripekovenia tristis
Gripekovenia tristis är en tvåvingeart som först beskrevs av Jean-Jacques Kieffer 1918.  Gripekovenia tristis ingår i släktet Gripekovenia och familjen fjädermyggor.
Artens utbredningsområde är Turkiet. Inga underarter finns listade i Catalogue of Life.